# Soldati Cane

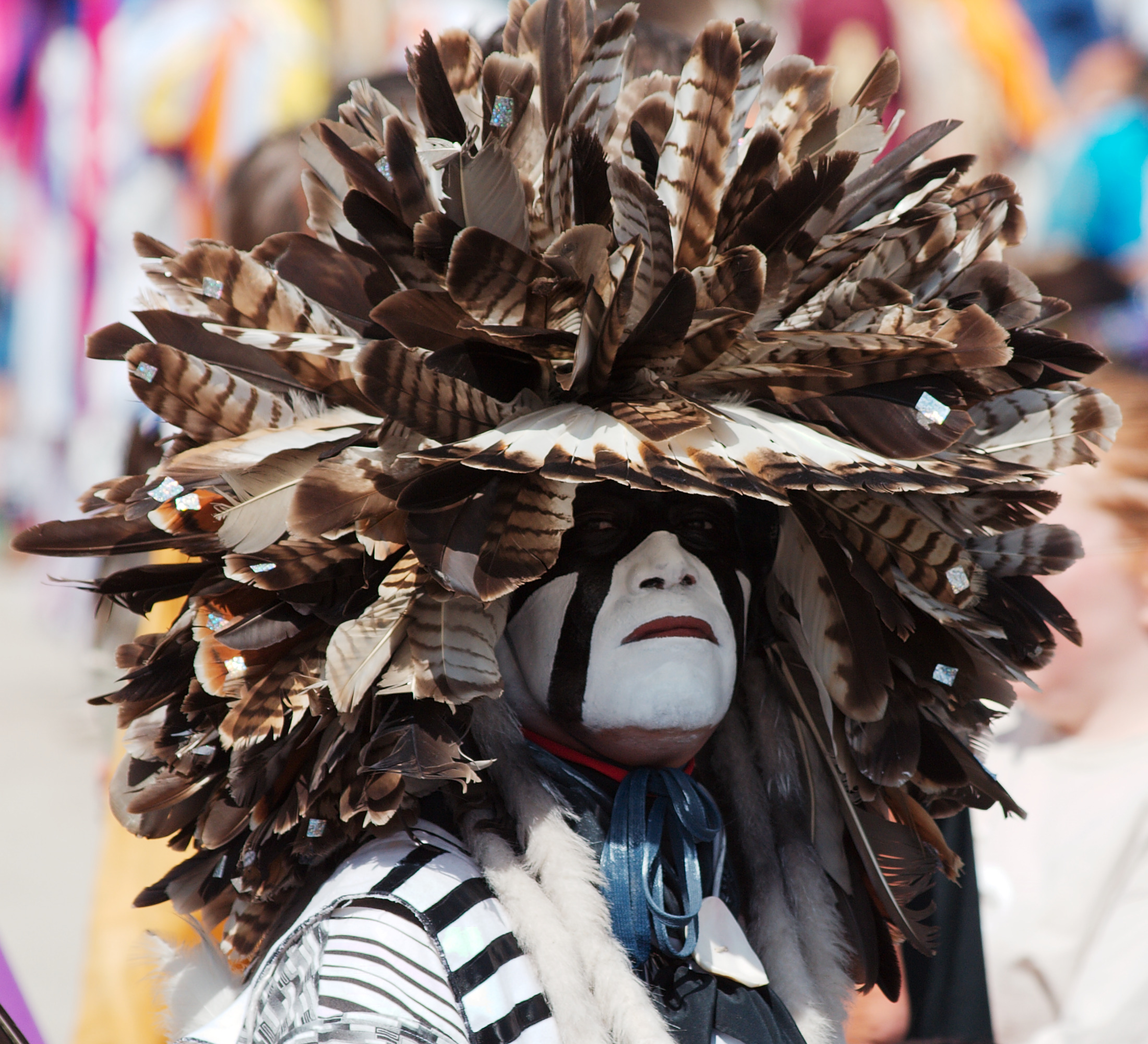
Un moderno copricapo dei Soldati Cane in un pow wow

I Soldati Cane o Uomini Cane (in Cheyenne: Hotamétaneo'o) sono storicamente una delle sei società militari Cheyenne. A partire dalla fine degli anni '30 dell'Ottocento, questa società si evolvette in una banda militarista separata che svolse un ruolo dominante nella resistenza dei Cheyenne all'espansione verso ovest degli Stati Uniti nell'area dell'attuale Kansas, Nebraska, Colorado e Wyoming, dove i Cheyenne si erano insediati all'inizio del XIX secolo.
Dopo che quasi la metà dei Cheyenne del sud morirono nell'epidemia di colera del 1849, molti dei restanti Masikota si unirono ai Soldati Cane. Divenne una banda separata, occupando il territorio tra i Cheyenne settentrionali e meridionali. I suoi membri si opposero spesso alle politiche dei capi della pace come Black Kettle. Nel 1869 le forze dell'esercito degli Stati Uniti uccisero la maggior parte della banda nella battaglia di Summit Springs nel territorio del Colorado. Le società Cheyenne sopravvissute divennero molto più piccole e più segrete nelle loro operazioni.
Il XXI secolo ha visto una rinascita della società dei Soldati Cane in aree come la riserva indiana dei Cheyenne settentrionale nel Montana e tra le tribù Cheyenne e Arapaho in Oklahoma.

## Governo tribale Cheyenne
Le due istituzioni centrali del tradizionale governo tribale Cheyenne erano il Consiglio dei Quarantaquattro e le società militari, inclusi i Soldati Cane. Il Consiglio dei Quarantaquattro era il consiglio dei capi, composto da quattro capi di ciascuna delle dieci bande Cheyenne, più quattro capi principali o "Old Man", noti per aver precedentemente partecipato con lode all'interno del consiglio Mentre i capi erano responsabili del governo generale delle singole bande e della tribù nel loro insieme, i capi delle società guerriere avevano il compito di mantenere la disciplina all'interno della tribù, supervisionare le cacce e le cerimonie tribali e fornire la leadership militare.

### Soldati Cane
Storicamente, i Soldati Cane vennero considerati combattenti sia altamente aggressivi che efficaci. Una tradizione ricorda che in battaglia, si sarebbero "inchiodati" a un pezzo di terreno "scelto", attraverso un "grembiule posteriore" insolitamente lungo a podalo, mediante l'uso di una delle tre "frecce sacre" che tradizionalmente portavano in battaglia.

## Emersione come una banda separata

### Orso Porcospino
Prima del consiglio di pace tenutosi a Bent's Fort nel 1840, i Cheyenne meridionali e gli Arapaho di lingua algonchina erano alleati contro i loro nemici tradizionali, i Comanche, i Kiowa e gli Apache delle pianure, che appartenevano a diverse culture e famiglie linguistiche. Nel 1837, durante un'incursione nelle mandrie di cavalli Kiowa lungo la North Fork del Fiume Rosso, un gruppo di 48 Cheyenne Bowstring Men fu scoperto e ucciso dai guerrieri Kiowa e Comanche. Orso Porcospino, capo dei Soldati Cane, prese la pipa da guerra dei Cheyenne e la portò nei vari campi Cheyenne e Arapaho per ottenere sostegno per una vendetta contro i Kiowa. Raggiunse un accampamento dei Cheyenne del nord lungo il fiume South Platte subito dopo aver scambiato liquori con l'American Fur Company a Fort Laramie.
Orso Porcospino si unì alla bevuta, si sedette e cantò canzoni di guerra dei Soldati Cane. Due dei suoi cugini, Piccolo Ruscello e Attorno, furono coinvolti in una rissa tra ubriachi. Piccolo Ruscello aggredì Attorno e sollevò un coltello, pronto a pugnalarlo; a quel punto, Orso Porcospino, a seguito dalle richieste di aiuto di Attorno, strappò il coltello a Piccolo Ruscello e lo pugnalò più volte costringendo poi Attorno a finirlo.
Secondo le regole delle società militari, un uomo che aveva ucciso accidentalmente un altro membro della sua tribù aveva le mani insanguinate e gli era proibito entrare a far parte di una società. Un membro della società che aveva commesso un tale crimine veniva espulso e messo fuori legge. Orso Porcospino fu espulso dai Soldati Cane e lui e i suoi parenti dovettero accamparsi separatamente dal resto dei Cheyenne e i Soldati Cane vennero disonorati dalla sua azione. Gli altri capi proibirono loro di condurre la guerra contro i Kiowa.
Lupo Ruscello riformò la Bowstring Society, che era stata quasi annientata nella lotta con i Kiowa e assunse la guida della guerra contro i Kiowa. Sebbene messo fuori legge dal corpo principale dei Cheyenne, Orso Porcospino guidò i Soldati Cane in battaglia contro i Kiowa e i Comanche di Lupo Ruscello. Secondo quanto riferito, lui e i suoi guerrieri furono i primi a colpire il nemico, cosa che venne considerata un onore, ma a causa del loro status di fuorilegge, la loro impresa non fu celebrata.

### Banda dei Soldati Cane
La messa al bando di Orso Porcospino, dei suoi parenti e dei suoi seguaci portò alla trasformazione dei Soldati Cane da una società guerriera in una divisione separata della tribù. Sulla scia dell'epidemia di colera, nel 1849, che ridusse notevolmente la banda Masikota dei Cheyenne, i restanti Masikota si unirono ai Soldati Cane.
Quando le bande Cheyenne si accamparono insieme, la banda dei Soldati Cane prese posizione nel cerchio del campo precedentemente occupato dai Masikota. Anche guerrieri di spicco o ambiziosi di altre bande si unirono gradualmente alla banda dei Soldati Cane e nel corso del tempo essi assunsero un ruolo di primo piano nelle guerre contro i bianchi. Il resto della tribù iniziò a considerarli con rispetto e non più come fuorilegge.
I Soldati Cane contribuirono alla rottura del tradizionale sistema dei clan matrilineari dei Cheyenne. Di solito, quando un uomo si sposava, si trasferiva nel campo della banda di sua moglie. Mantenendo la loro separazione portarono tutte le mogli nel loro campo. Altri elementi che contribuirono alla rottura del tradizionale sistema dei clan furono l'alto tasso di morti per l'epidemia di colera del 1849, che uccise forse metà della popolazione dei Cheyenne meridionali, devastando in particolare la banda dei Masikota e quasi spazzando via gli Oktoguna. Le perdite nel massacro di Sand Creek del 1864 sconvolsero ulteriormente il tradizionale sistema di parentela Cheyenne. La Terza Cavalleria del Colorado causò pesanti perdite tra i Wutapai (banda di Black Kettle) e uccise forse metà degli Hevhaitaniu sotto Lupo Giallo e Grande Uomo, e metà degli Oivimana sotto Cappello da Guerra. Uccisero anche molti tra gli Hisiometanio (Uomini Cresta) sotto Antilope Bianca. I Soldati Cane e i Masikota, che a quel tempo operavano come una banda, non erano a Sand Creek durante il massacro.
La banda dei Soldati Cane prese come territorio il paese delle sorgenti dei fiumi Republican e Smoky Hill nel Nebraska meridionale, nel Kansas settentrionale e nel territorio nord-orientale del Colorado. Erano alleati degli Oglala e dei Brulé, di  lingua lakota, che frequentavano anche quella zona. I Cheyenne iniziarono a spostarsi con i Lakota in quel territorio. Molti Soldati Cane erano per metà Lakota, incluso il loro capo Toro Alto. Durante la metà degli anni 1860, i capi dei Soldati Cane, tra cui Toro Alto e Cavallo Bianco, chiamavano spesso il grande guerriero Naso Aquilino, un membro della società Crooked Lance, per guidare gli attacchi dei Soldati Cane contro i civili bianchi e le risorse militari. Egli guidò un attacco a Fort Wallace nel giugno 1867.
A causa di una crescente divisione tra i Soldati Cane e i capi del consiglio riguardo alla politica nei confronti dei bianchi, si separarono dalle altre bande dei Cheyenne del sud. Divennero una terza divisione del popolo Cheyenne, tra i Cheyenne settentrionali, che si estendevano a nord del fiume Platte, e i Cheyenne meridionali, che occupavano l'area a nord del fiume Arkansas.
Ormai una forte banda che contava forse 100 logge, i Soldati Cane erano ostili ai bianchi invadenti. Entro il 1860, con l'intensificarsi del conflitto tra indigeni e bianchi, i militaristi dei Soldati Cane aumentarono la loro influenza, insieme a quella delle società guerriere di altre bande Cheyenne. I guerrieri divennero una significativa controinfluenza alla guida del tradizionale Consiglio dei Quarantaquattro capi, che probabilmente preferiva lavorare per la pace con i bianchi.

## Guerre indiane
Alla fine degli anni '60 dell'Ottocento, i Soldati Cane furono cruciali nella resistenza dei Cheyenne all'infiltrazione dei bianchi nel loro territorio. Si rifiutarono di firmare trattati che limitassero i loro terreni di caccia a una riserva a sud del fiume Arkansas. Tentarono di mantenere le loro terre tradizionali a Smoky Hill, ma le campagne del generale Philip Sheridan resero vani questi sforzi. Dopo la battaglia dell'isola di Beecher, molti Soldati Cane furono costretti a ritirarsi a sud del fiume Arkansas.
Nella primavera del 1867 tornarono a nord con l'intenzione di unirsi a Nuvola Rossa e alla sua banda di Oglala a Powder River. Attaccati dal generale Eugene Carr, iniziarono a razziare gli insediamenti sul fiume Smoky Hill per vendetta. Alla fine, il capo Toro Alto li condusse a ovest in Colorado. Dopo aver fatto irruzione nei siti del Kansas, furono attaccati da una forza composta da Scout Pawnee guidati dal maggiore Frank North e dalla cavalleria degli Stati Uniti, che uccise 23 dei circa 450 guerrieri Cheyenne (5%), incluso Toro Alto, nella battaglia delle Summit Sorgents nel giugno 1869.

## Rappresentazione nella finzione

### Film
- I Soldati Cane sono presenti in I cavalieri del Nord Ovest (1949) di John Ford.
- L'ultimo cacciatore (1995) è un film di fantasia sulla ricerca e la scoperta di una banda sconosciuta di Soldati Cane di una tribù di Cheyenne sfuggita al massacro di Sand Creek del 1864 e sopravvissuta per più di cento anni isolata nel deserto del Montana.

### Letteratura
I Soldati Cane sono menzionati in modo prominente nella serie di romanzi Emmett Love di John Locke.

### Televisione e radio
- La signora del West presenta gli Cheyenne Soldati Cane in tutta la serie, nella quale venivano però chiamati "cani sciolti", termine di cui non c'è traccia al di fuori della serie.
- Hell on Wheels presenta una banda di Cheyenne Soldati Cane nella prima stagione della serie. Combattono contro gli uomini della ferrovia che stanno tentando di costruire il primo segmento della Union Pacific Railroad attraverso il territorio dei Cheyenne.
- Longmire, Stagione 1, Episodio 5, "Soldati Cane", presenta A Martinez nei panni di un soldato cane che viene avvistato da alcuni bambini nella riserva indiana dei Cheyenne del Nord.
- In Fort Laramie, la serie radiofonica d'altri tempi, u Arapaho dei Soldati Cane è presente nella narrazione dell'episodio Hattie Pelfrey, andata in onda l'11 marzo 1956, scritta da Kathleen Hite.

### Videogiochi
- Il gioco di strategia in tempo reale Age of Empires III e il suo pacchetto di espansione Age of Empires III: The Warchiefs presentano Soldati Cane come un'unità di cavalleria unica per le nazioni Lakota e Sioux.
- Nel gioco di strategia a turni 4x Civilization IV, quella dei Soldati Cane è l'unità unica della civiltà dei nativi americani.